# Dendrochilum alatum
Dendrochilum alatum är en orkidéart som beskrevs av Oakes Ames. Dendrochilum alatum ingår i släktet Dendrochilum och familjen orkidéer. Inga underarter finns listade i Catalogue of Life.